# Agence France-Presse
La Agence France-Presse (AFP) es la agencia de noticias más antigua en el mundo y una de las mayores junto con Reuters y Associated Press.
AFP tiene sede en París, con centros regionales en Washington D. C., Hong Kong, Nicosia y Montevideo, y oficinas en 110 países. Transmite noticias en francés, inglés, español, árabe, alemán, portugués y ruso. 
Se encarga de recopilar, verificar, contrastar y difundir información, de forma neutral y basada en hechos, para uso directo de todo tipo de medios de comunicación (radio, televisión, prensa escrita, sitios de internet) y también para servir de fuente y alerta a grandes empresas y administraciones.
Con una red de 2400 empleados incluyendo 1700 periodistas activos basados en 260 ciudades a través de 151 países, AFP es una de las mayores agencias de noticias del mundo junto con Reuters y Associated Press. Ofrece información en 6 idiomas: francés, inglés, español, portugués, alemán y árabe.
En 2022, generó unas ventas de 321,9 millones de euros, impulsados por el vídeo, la investigación digital y la actividad corporativa e institucional.
Con el acuerdo de la Comisión Europea, el Estado francés compensa a AFP por su misión de interés público con un tercio de su volumen de negocios de aquí a 2023. Al mismo tiempo, la independencia editorial de AFP está garantizada por la ley, que le prohíbe "tener en cuenta influencias o consideraciones susceptibles de comprometer la exactitud o la objetividad de la información", y que le prohíbe asimismo "estar bajo el control de hecho o de derecho de cualquier agrupación ideológica, política o económica".

## Historia

### Antes de 1944: la Agencia Havas
La Agencia France-Presse (AFP) se hizo cargo de los locales y clientes de la Agencia Havas, fundada en 1835 por Charles-Louis Havas, hijo del inspector real de la Librairie de Rouen y que se convirtió en comerciante en algodón tras la Revolución Francesa. Charles-Louis Havas hizo fortuna en los puertos de Nantes y Lisboa durante el traslado de la corte portuguesa a Brasil, entonces en bonos. Totalmente arruinado por el crack bursátil de 1825, creó en París un pequeño Bureau de traduction des journaux étrangers, que se convertiría en el Bureau de nouvelles. En 1832 se hizo cargo de la Correspondance Garnier, el antiguo Bureau Bornsteïn, fundado en 1811, y de su valiosa clientela de varios centenares de lectores al otro lado del Rin. También compró la "correspondencia Degouve-Denainques" y la "correspondencia de París", y en 1835 creó la "agencia Feuilles politiques-Correspondance générale", que a partir de 1838 se envió a Holanda, Bélgica, Alemania, Inglaterra y "a algunos órganos de opinión legitimista de los departamentos", comunicándose por telégrafo de Chappe. Hacia 1840, Havas y Delaire distribuían cuatro servicios, tres de los cuales no eran medios de comunicación: una Correspondance politique para los prefectos y subprefectos, otra para la prensa departamental y un pequeño boletín para los miembros del gobierno, que resumía las noticias del día y la noche anteriores.  Para los hombres de negocios, una hoja resume extractos de periódicos, datos bursátiles y cotizaciones de bonos. Miles de palomas mensajeras de Havas unieron París, Londres y Bruselas durante el crack de 1847.
En 1851, el primer cable que cruzó el Canal de la Mancha le llevó a introducirse en el telégrafo eléctrico, utilizado por sus antiguos empleados que se habían independizado, Paul Reuter y Bernhard Wolff y que instalaron agencias de noticias rivales en Londres y Berlín respectivamente. Justo antes de su jubilación en 1852, Charles-Louis Havas entró en el negocio de la publicidad al adquirir una participación en el Bulletin de Paris', fundada en 1845 por Charles Duveyrier (1803-1866) para servir a La Presse] de Émile de Girardin. Su dirección daba a los periódicos de todos los tamaños acceso a la publicidad y a las noticias nacionales, a cambio de espacios publicitarios reservados. Sus herederos y las leyes telegráficas de 1878 favorecieron entonces el advenimiento de la pequeña prensa.  La agencia se instala en el 13 de la Place de la Bourse (París), en el edificio del Restaurante Champeaux, y luego sometida a la competencia de las agencias norteamericanas, antes de aprovechar el auge de la publicidad financiera en los años veinte.
A fin de reducir gastos y desarrollar un área en el negocio, los hijos de Havas, quienes lo sucedieron en 1852, firmaron acuerdos con Reuter y Wolff, otorgando a cada agencia de noticias una zona de reportaje exclusiva en distintas partes de Europa. Este acuerdo duró hasta los años 1930, cuando la invención de la comunicación inalámbrica a onda mejoró y redujo los costos. Para mejorar el alcance de Havas en sus reportajes en un momento de gran tensión nacional, el gobierno francés financió hasta 47 % de sus inversiones. Cuando Alemania invadió Francia en 1940, la agencia fue tomada por las autoridades y renombrada a Agence Française d'Information (AFI, Agencia Francesa de Información), aunque la compañía de publicidad mantenía el nombre de Havas.

### Evolución posterior
El 20 de agosto de 1944, mientras los Aliados se trasladaban a París, un grupo de periodistas en la Resistencia Francesa tomó las oficinas de la AFI y publicaron el primer informe de la ciudad liberada bajo el nombre de Agence France-Presse.
Establecida como una empresa estatal, la AFP se encargó en los años posguerra en desarrollar su propia red internacional de corresponsales. Uno de ellos fue el primer periodista en reportar la muerte de Iósif Stalin, el 6 de marzo de 1953.
El 10 de enero de 1957, el Parlamento de Francia estableció la independencia de la agencia. Desde entonces, la proporción de los ingresos de la agencia por suscripciones de departamentos del gobierno ha disminuido. 
En 1982, la agencia comenzó a descentralizar sus decisiones y construyó en Hong Kong uno de sus cuatro centros regionales autónomos. Cada región tiene su propio presupuesto, director administrativo y jefe de redacción. En septiembre de 2007, la Fundación AFP fue lanzada a fin de promover mayores estándares de periodismo a nivel mundial.

## Estatuto
La AFP dispone de un estado particular definido por la ley del 10 de enero de 1958. Por esto es "un organismo autónomo dotado de la personalidad civil y cuyo funcionamiento está asegurado siguiendo las reglas comerciales". Su misión es entonces la de "investigar tanto en Francia como en el extranjero los elementos de información completa y objetiva" y de "ponerla a la disposición del usuario". El Consejo de Estado la calificó como órgano de derecho privado en una opinión de asamblea del 10 de junio de 2004 relativa al estatuto jurídico del asiento de la Agencia. Globalmente, los especialistas de derecho público se atienen sin embargo a hacerlo una persona de derecho público sui generis o innominada (Jean Waline).
La AFP es administrada por un consejo de administración de 16 miembros:
- 8 representantes de los directores de empresas francesas de publicación periodística cotidiana
- 2 representantes del personas de la AFP
- 2 representantes de la radiodifusión-televisión francesa
- 3 representantes de servicios públicos: el primer ministro, el ministro de economía, de finanzas y de la industria y el ministro de asuntos exteriores nombrando cada uno a un representante
- el presidente director general (PDG), elegido por un consejo de administración aparte de sus miembros, elegido por lo menos por 12 voces para un mandato de una duración renovable de 3 años.

La ley de 1957 instituyó igualmente un consejo superior de 8 miembros, quienes velan por el cumplimiento de la AFP en la misión que le es concedida por sus estatutos; este es susceptible a recibir las quejas de los usuario o de profesionales, y de sancionar al PDG. Está cualificado como jurisdicción administrativa especial (Jean Waline) o de una autoridad administrativa independiente (Informe 2001 del Consejo de Estado).
Su estatuto particular la autoriza a no tener director de publicación. Escapa pues del sistema clásico de la responsabilidad penal en cascada prevista por la ley de 1881 sobre la libertad de prensa. Por eso, el PDG de la AFP no es responsable de escritos de su agencia.

## Financiamiento
La AFP no dispone de capital ni de accionistas; se subvenciona únicamente por la venta de sus servicios. Su estatuto le prohíbe ser directamente subvencionado por el Estado francés, aunque este sea finalmente su principal cliente. El 40% del volumen de negocios de 2004 provino de abonos del Gobierno Francés por los servicios públicos prestados. El Estado fija el precio de estos abonos según los medios que quiera atribuir a la agencia. De hecho, el Estado tiene presencia en el consejo de administración de la agencia, con voto preponderante en la discusión de los presupuestos. Pese a ello, los periodistas de AFP reivindican la independencia absoluta de la línea editorial de su agencia.
En noviembre de 2003, la empresa firmó un contrato de objetivos y de medios con el Estado para restablecer desde 2007 una situación financiera preocupante. Esta involucró por otra parte la venta del asiento histórico de la Agencia (sitio de la Bolsa en París) por arrendamiento financiero.

## Cuestionamientos
El contenido editorial ha sido cuestionado varias veces. El diputado de la UMP Frédéric Lefebvre se quejó al Consejo Superior en 2008 de que su reacción a una condena de Ségolène Royal no había sido recogida. AFP respondió que 

El caso de la condena de Mme Royal fue ampliamente cubierto en los feeds de AFP, y que ésta no podía transmitir sistemáticamente los numerosos comunicados de prensa que recibía. La cobertura o no de un comunicado depende de su valor informativo

. Por el contrario, las asociaciones de la izquierda radical deploran la cobertura excesiva dada a Nicolas Sarkozy;  mientras que la intersindical lamenta la insuficiente protección de las fuentes de los periodistas.
Desde el 2008, la privatización de la agencia ha sido un tema recurrente.
En 2022, Arrêt sur images publicó un artículo en el que opinaba que AFP difunde elementos de propaganda rusa a través de su asociación con la agencia de noticias estatal rusa Sputnik. La plataforma AFP Forum ofrece fotografías de Vladímir Putin tomadas por fotógrafos de Sputnik que ASI considera 

halagador, o al menos en línea con las expectativas de Putin

 y los pies de foto de algunas de las fotografías ofrecidas por AFP a través de su asociación con Sputnik se hacen eco de la línea rusa, presentando Crimea como un territorio ruso o Mariupol como una ciudad de la república popular de Donetsk. AFP intentó remediar este problema añadiendo una advertencia en la que se especificaba el origen de las imágenes, lo que fue considerado insuficiente por el columnista Tristan Mendès France ; y pagando a la Cruz Roja la comisión que recibe por cualquier venta de la producción de Sputnik hasta después de la invasión rusa de Ucrania.
En noviembre de 2023 Fabrice Fries, su Presidente, y Phil Chetwynd, su Director de Información, fueron invitados por la Comisión de Cultura, Educación y Comunicación del Senado de Francia para explicar su cobertura del conflicto entre Israel y Hamás, y, en particular, en relación con esta organización, sobre la elección de la Agencia de no utilizar el término "terrorista" sin atribuir directamente el uso de esta palabra o sin utilizar comillas. Fries y Chetwynd argumentaron que se trataba de una política editorial de larga data de la Agencia.

## Presidentes

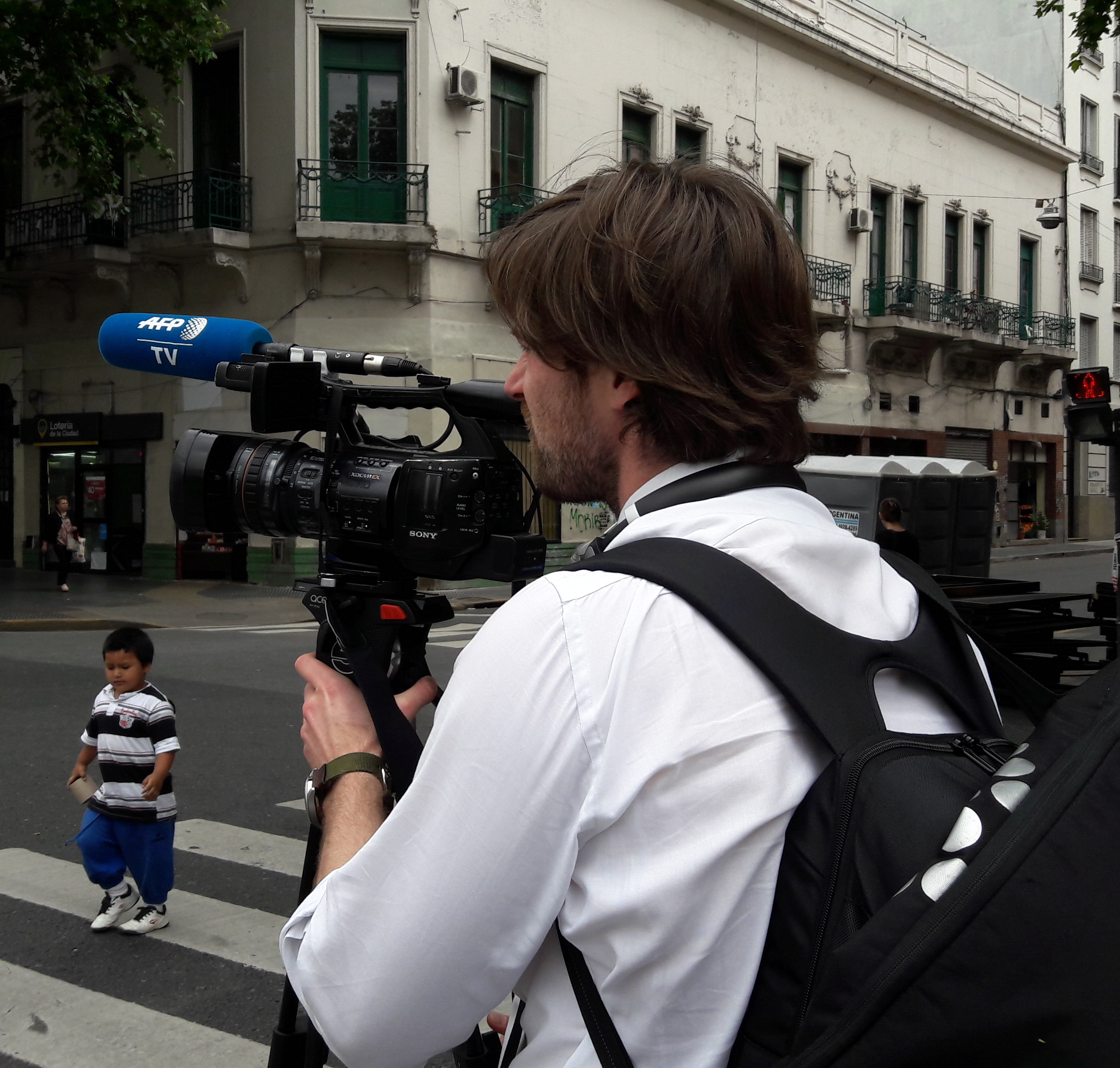
Camarógrafo de AFP en Buenos Aires, Argentina.

- 1944 – 1945: Martial Bourgeon
- 1945: François Crucy
- 1945 – 1947: Maurice Nègre
- 1947 – 1950: Paul Louis Bret
- 1950 – 1954: Maurice Nègre
- 1954 – 1975: Jean Marin
- 1975 – 1978: Claude Roussel
- 1978 – 1979: Roger Bouzinac
- 1979 – 1986: Henri Pigeat
- 1987 – 1990: Jean Louis Guillaud
- 1990 – 1993: Claude Moisy
- 1993 – 1996: Lionel Fleury
- 1996 – 1999: Jean Miot
- 1999 – 2000: Eric Giuly
- 2000 – 2005: Bertrand Eveno
- 2005 – 2010: Pierre Louette
- 2010 – 2018: Emmanuel Hoog
- 2018 - presente: Fabrice Fries

## Premios y reconocimientos
En 1983, el Premio Albert Londres fue otorgado a Patrick Meney, quien escribió una serie de artículos sobre 600 franceses detenidos por la fuerza en el Gulag después de la Segunda Guerra Mundial. En 1984, su libro Les Mains coupées de la Taïga fue publicado.
En 1988, Sammy Ketz recibió el próximo Premio Albert Londres. Junto con su colega del movimiento de liberación, Serge Chalandon, cubrió los acontecimientos de la Guerra Civil de Libia durante 6 años.
El 17 de octubre de 2014, la directora internacional de AFP Michèle Léridon recibió el Premio de Investigación y Reportaje en el Congreso Internacional de Periodismo e Información. Michèle Léridon fue la autora del artículo "Cobertura de ISIS", que fue publicado en el blog de la agencia.
En diciembre de 2014, Bülent Kiliç fue nombrado reportero gráfico del año por la revista Time por su cobertura de eventos en el Medio Oriente y Europa. El fotógrafo recibió el mismo reconocimiento del periódico The Guardian.